# Comarca de Mamanguape
A Comarca de Mamanguape é uma comarca de segunda entrância com sede no município de Mamanguape, no estado da Paraíba, Brasil.
São termos da Comarca de Mamanguape, os municípios de Capim, Cuité de Mamanguape, Itapororoca e Mataraca.
No ano de 2016, o número de eleitores inscritos na referida comarca foi de 70 325.